# Driyorejo (Nguntoronadi)
Driyorejo is een bestuurslaag in het regentschap Magetan van de provincie Oost-Java, Indonesië. Driyorejo telt 2465 inwoners (volkstelling 2010).